# 世界三大瀑布

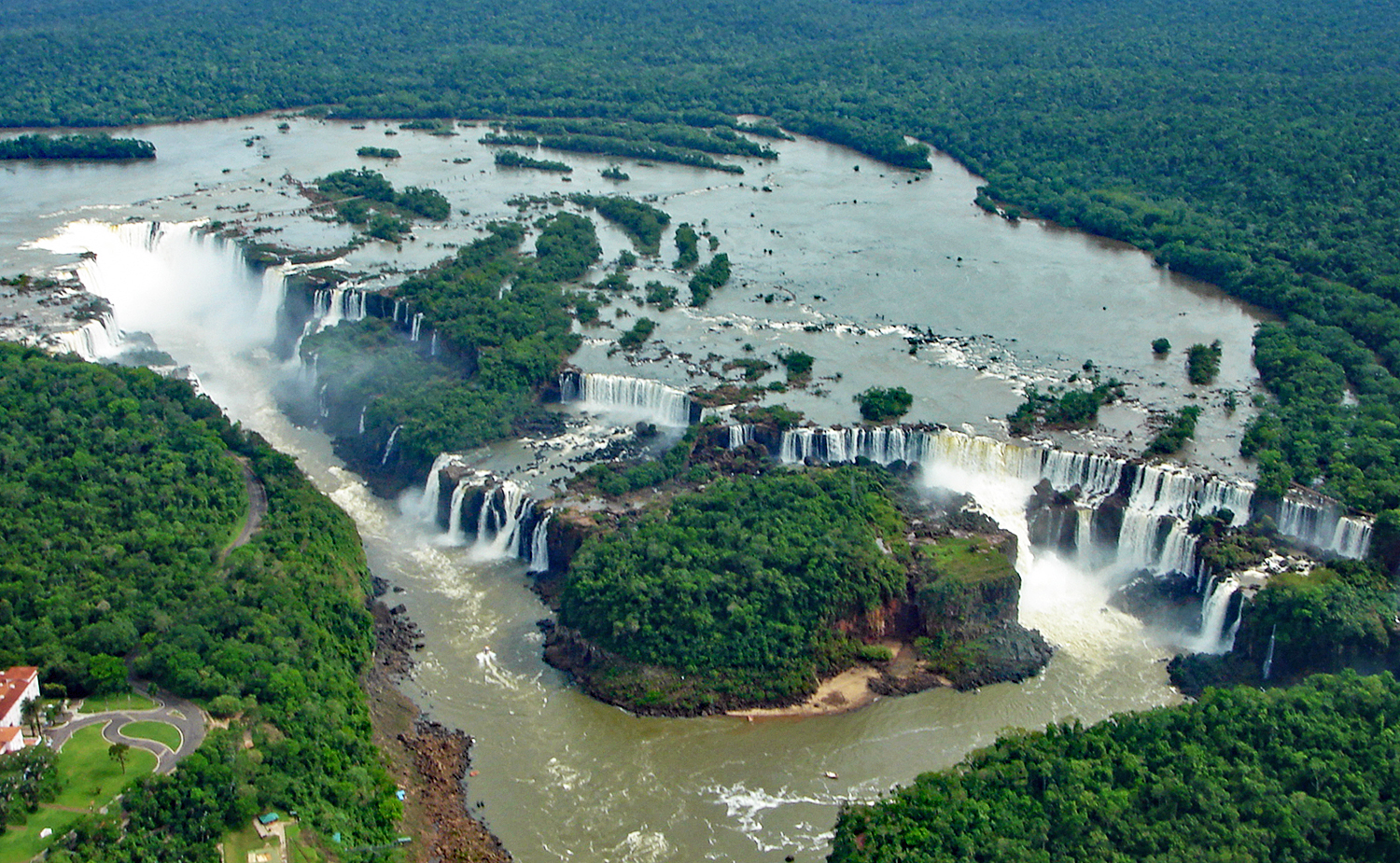
イグアスの滝

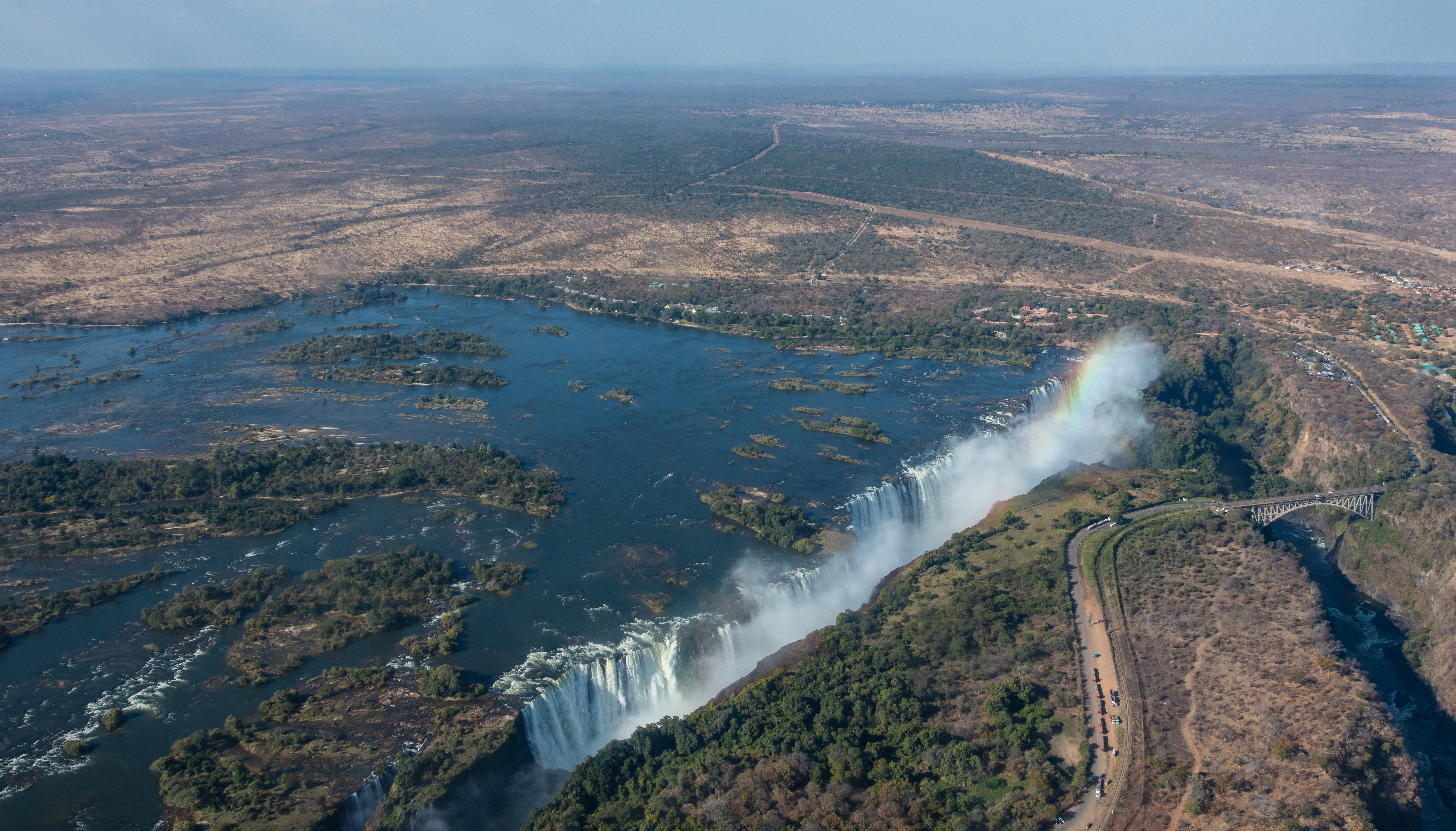
ヴィクトリアの滝

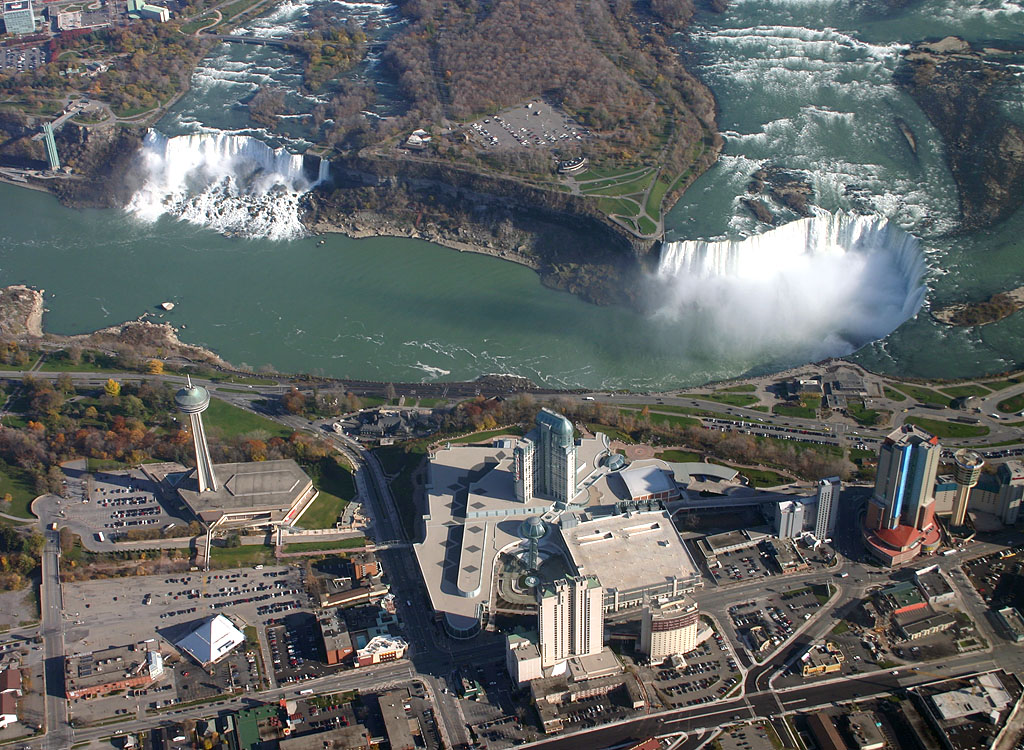
ナイアガラの滝

世界三大瀑布（せかいさんだいばくふ）とは、主に日本において使用される用語であり、世界で特に有名な3つの滝を意味する。
一般的に南アメリカ大陸のアルゼンチンとブラジルにまたがるイグアスの滝、アフリカ大陸のジンバブエとザンビアにまたがるヴィクトリアの滝、北アメリカ大陸のアメリカ合衆国とカナダにまたがるナイアガラの滝の3つの滝を指す。いずれの滝も2国間にまたがっていることが特徴であり、国境の役割も果たしている。

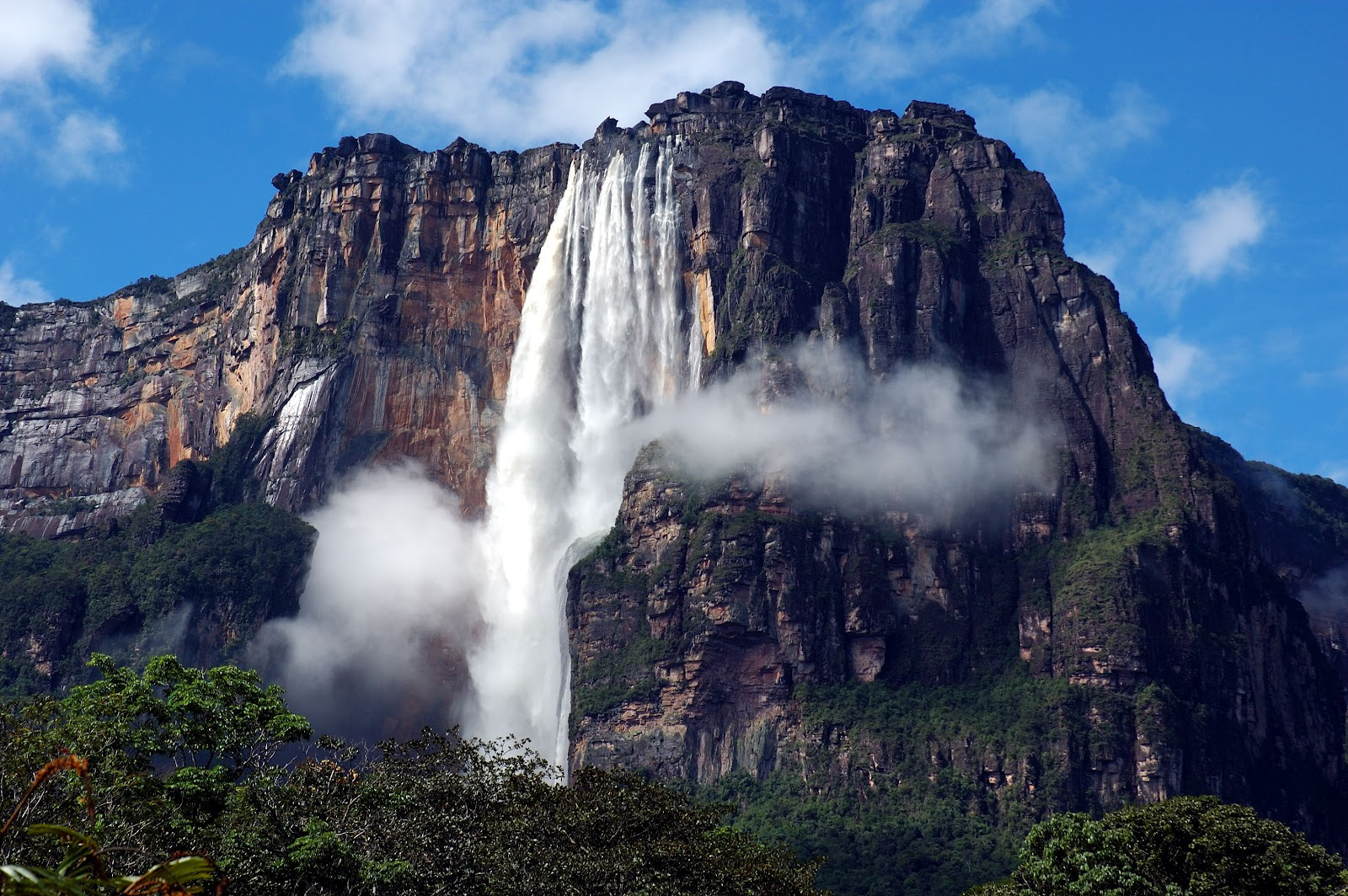
エンジェルフォール

明確な基準がある訳ではなく、選定された経緯は不明。ちなみに、落差が最大の滝は南アメリカ大陸ベネズエラのエンジェルフォールだが、世界三大瀑布に数えられることはほとんど無い。